# California (glasbena skupina)
California (včasih napačno tudi Californija) je slovenska pop rock glasbena skupina ustanovljena leta 1990.

## Zasedba
- Igor Potočnik - kitara,
- France Logar, - bas kitara,
- Janez Arzenšek - bobni,
- Matjaž Zupan - vokal, kitara
- Uroš Semeja - klaviature

Leta 1999 je bobnarja Janeza Arzenška zamenjal Andrej Hribar (Tomaž Domicelj, Projekt Triglav, U' redu, Magnifico)

## Diskografija
- V meni je California (1990)
- California band (1992)
- Vdihni globoko (1993)
- Unplugged (1995)
- Še 1000 km (1999)

## Uspešnice
- V meni je California
- Ne pozabi me
- Moje hrepenenje
- Ledena ptice
- Ustavil bi čas
- 1000 kilometrov
- Stara barka
- Nisem avtomat
- Goloba
- Reci da si nora name
- Rad letel bi
- Le spomini

## Nastopi na glasbenih festivalih

### Pop delavnica
- 1989: Usoda
- 1991: Ne pozabi me

### Slovenski nacionalni izbor za pesem Evrovizije
- 1999: Tisoč kilometrov - z Matjažem Zupanom (11. mesto)